# Skanda Purāṇa
Lo Skanda Purana è il più vasto tra i diciotto Purāṇa principali, i Mahā Purāṇa. Il testo è dedicato principalmente alla vita e alle opere di Karttikeya (chiamato anche Skanda o Murugan), figlio di Shiva e Parvati. Contiene anche una serie di leggende su Shiva, e sui luoghi santi a lui collegati. Questo Mahapurana è stato recitato da Skanda, ed è disponibile in documenti separati, a volte troppo frammentati. 

## Contenuti
Tradizionalmente l'intero corpo dei testi, che sono considerati parte dello Skanda Purana, si raggruppa in due modi. Secondo un uso, questi sarebbero riuniti in sei saṃhitā, ognuno dei quali consiste in molti khanda. Secondo l'altra tradizione invece, i testi andrebbero raggruppati in sette khanda. Le edizioni attualmente reperibili del libro sono pubblicate dalla Bangabesi Press di Calcutta, dalla Shri Venkateshvara Press di Bombay, e dalla N.K. Press di Lucknow; ognuna di queste edizioni segue la seconda categorizzazione. I sette khanda sono: Maheśvara, Viṣṇu o Vaiṣṇava, Brahma, Kāśī, Āvantya, Nāgara e Prabhāsa. Nel periodo 1999-2003 è stata pubblicata una traduzione inglese del testo dalla Motilal Banarsidass di Nuova Delhi, composta da venti volumi. Anche tale versione segue la seconda categorizzazione.